# Bethalus carinatus
Bethalus carinatus är en kräftdjursart som först beskrevs av Gustav Budde-Lund 1904.  Bethalus carinatus ingår i släktet Bethalus och familjen Armadillidae. Inga underarter finns listade i Catalogue of Life.